# Анджейкі-Тишкі
Анджейкі-Тишкі (пол. Andrzejki-Tyszki) — село в Польщі, у гміні Червін Остроленцького повіту Мазовецького воєводства.
Населення — 83 особи (2011).
У 1975-1998 роках село належало до Остроленцького воєводства.

## Демографія
Демографічна структура станом на 31 березня 2011 року:
|          | Загалом | Допрацездатний вік | Працездатний вік | Постпрацездатний вік |
| -------- | ------- | ------------------ | ---------------- | -------------------- |
| Чоловіки | 43      | 8                  | 30               | 5                    |
| Жінки    | 40      | 7                  | 21               | 12                   |
| Разом    | 83      | 15                 | 51               | 17                   |